# Араманович, Исаак Генрихович
Исаак Генрихович Араманович (1918 — 1974) — советский учёный, математик.

## Биография
Видный педагог, многие годы посвятивший развитию и преподаванию математики в ведущих высших учебных заведениях СССР.

## Публикации
- Араманович И. Г., Лунц Г. Л., Эльсгольц Л. Э. Функции комплексного переменного. Операционное исчисление. Теория устойчивости : [Учеб. пособие] — Москва : Наука, 1965. — 391 с. : черт.; 21 см. - (Избранные главы высшей математики для инженеров и студентов втузов).[1]
- Бермант А. Ф., Араманович И. Г. Краткий курс математического анализа : Для втузов. — 5-е изд., стер. — Москва : Наука, 1967. — 736 с. : черт.; 22 см.[2]
- Араманович И. Г., Левин В. И. Уравнение математической физики : учебник для вузов. — 2-е изд., стер. — М. : Наука, 1969. — 288 с.[3]
- Волковыский Л. И., Лунц Г. Л., Араманович И. Г. Сборник задач по теории функций комплексного переменного : учеб. пособие для студ. вузов. — 3-е изд., стер. — М. : Наука : Глав. ред. Физматлит, 1975. — 319 с.[4]